# Karl Grobben
Karl Grobben (auch: Carl Grobben; * 27. August 1854 in Brünn; † 13. April 1945 in Salzburg) war ein österreichischer Zoologe. Er prägte die Fachwörter Protostomia (Urmundtiere) und Deuterostomia (Neumundtiere). Seine Spezialgebiete waren Weichtiere und Krebstiere.

## Leben
Karls Eltern waren Ludwig Grobben und Berta, geborene Fischer. Ihr Sohn studierte von 1873 bis 1877 Naturwissenschaften und Zoologie an der Universität Wien, die er Zeit seiner akademischen Karriere nicht verließ. 1877 wurde Grobben promoviert, 1879 habilitiert. Außerordentlicher Professor wurde er 1884. Damit war die finanzielle Voraussetzung für die Hochzeit 1885 mit Ida Tschermak von Seysenegg gegeben. Das Paar bekam eine Tochter. Die Mutter starb bereits 1889.
Vom 10. August bis 19. September 1890 beteiligte sich Grobben an der Erforschung des östlichen Mittelmeeres, und zwar auf der ersten Expedition der SMS Pola, einem Transporter der Österreichisch-Ungarischen Marine.
Als ordentlicher Professor für Zoologie seit 1893 war er gleichzeitig Direktor des Zootomischen Instituts. Diese Stelle tauschte er 1896 gegen die Leitung des Ersten Zoologischen Instituts.
 Grobben emeritierte 1925; sein Nachfolger wurde Jan Versluys.

## Wiener Wissenschafter
Anfang des Jahres 1892 publizierte Grobben seine Ansichten über Stammbaum und System der Krebse oder Crustaceen (→ Schriften: 1892).

Die Ergebnisse, die er 1890 bei der ersten Mittelmeer-Expedition mit SMS Pola gewonnen hatte, fanden ihren Niederschlag auf zwei „Wandtafeln“; beide kamen 1892 auf den Markt. Die erste zeigt anatomische Details von Muscheln (Lamellibranchiata), und zwar Figur 1 von Pecten jacobaeus. #2 Arca noae, #3 Mytilus edulis, #4 Arca spec. sowie #5+6 Spondylus gaederopus. Die zweite Tafel ist ebenfalls den Muscheln gewidmet: #1 Cardium tuberculatum, #2 Venus verrucosa, #3 Pholadidea spec., #4+5 Teredo spec., #6 Trigonia pectinata und #7 Mya truncata.
Nach dem Tod von Carl Claus führte er dessen Standardwerk Grundzüge der Zoologie weiter. Seine Neuauflage erschien 1905.
Ein wichtiger Beitrag Grobbens zur zoologischen Systematik war die Einteilung der Bilateria in die beiden Großgruppen der Urmundtiere und der Neumundtiere auf Grund bedeutender Unterschiede in ihrer Embryonalentwicklung. „Die Coelomaten trennten sich in die zwei Entwicklungsreihen der Protostomia und Deuterostomia.“ Wenn ihr Bauplan gewisse Übereinstimmungen aufweist, so seien diese auf ihre Parallelentwicklung von einer gemeinsamen Ausgangsform aufzufassen (→ Schriften: 1908).

## Ehrungen
1904 wurde er Mitglied der Deutschen Akademie der Naturforscher Leopoldina, 1913 wurde er zum Hofrat ernannt und 1925 emeritiert (sein Nachfolger wurde Jan Versluys). Seit 1922 war er korrespondierendes Mitglied der Preußischen Akademie der Wissenschaften.

Im Jahr 1944 erhielt er die Goethe-Medaille für Kunst und Wissenschaft.

## Schriften
- Die Entwickelungsgeschichte der Moina rectirostris. Zugleich ein Beitrag zur Kenntniss der Anatomie der Phyllopoden. In: Arbeiten aus dem Zoologischen Institut der Universität Wien und der Zoologischen Station in Triest. Bd. 2, Nr. 2, 1879, S. 203–268. Habilitationsschrift.
- Doliolum und sein Generationswechsel nebst Bemerkungen über den Generationswechsel der Acalephen, Cestoden und Trematoden. In: Arbeiten aus dem Zoologischen Institut der Universität Wien und der Zoologischen Station in Triest. Bd. 4, Nr. 2, 1882, S. 201–298.
- Morphologische Studien über den Harn- und Geschlechtsapparat sowie die Leibeshöhle der Cephalopoden. In: Arbeiten aus dem Zoologischen Institut der Universität Wien und der Zoologischen Station in Triest. Bd. 5, Nr. 2, 1883, S. 179–252.
- Zur Kenntniss des Stammbaumes und des Systems der Crustaeeen. In: Sitzungsberichte der kaiserlichen Akademie der Wissenschaften. Mathematisch-naturwissenschaftliche Klasse. Abteilung I: Biologie, Mineralogie, Erdkunde. Bd. 101, 1892, S. 237–274.
- Neubearbeiter: Lehrbuch der Zoologie. Elwert, Marburg in Hessen 1905, (1880 von Carl Friedrich Wilhelm Claus begründet; zahlreiche Auflagen).
- Die systematische Einteilung des Tierreiches. In: Verhandlungen der kaiserlich-königlichen zoologisch-botanischen Gesellschaft in Wien. Bd. 58, Nr. 10, 1908, S. 491–511. (Zeitschrift heißt seit 2014 Acta ZooBot Austria.)
- Versuch einer Erklärung für den Schichtenwechsel in Perlen. Eine zellphysiologische Betrachtung. In: Sitzungsberichte der Akademie der Wissenschaften. Mathematisch-naturwissenschaftliche Klasse. Abteilung I: Biologie, Mineralogie, Erdkunde. Bd. 134, 1925, S. 133–142.